# Partido de Castelli
Castelli es uno de los 135 partidos de la provincia argentina de Buenos Aires. Forma parte de la Quinta Sección Electoral de la Provincia de Buenos Aires.
Se encuentra a 36°06′S 57°48′O / -36.100, -57.800, altitud: 3 m s. n. m.
Su cabecera es la ciudad de Castelli.
Ocupa una superficie de 2100 km². Tiene una densidad de 3,7 hab./km²

## Listado de intendentes desde 1983
| Intendente              | Mandato                                           | Partido | Partido | Alianza | Alianza |
| ----------------------- | ------------------------------------------------- | ------- | ------- | ------- | ------- |
| Miguel José Martínez    | 10 de diciembre de 1983 - 10 de diciembre de 1987 |         | UCR     |         | —       |
| Moisés Fontela          | 10 de diciembre de 1987 - 10 de diciembre de 1989 |         | PJ      |         | FREJURE |
| Elvira Contreras        | 10 de diciembre de 1989 - 10 de diciembre de 1991 |         | PJ      |         | FREJURE |
| Ricardo Riva            | 10 de diciembre de 1991 - 4 de abril de 1994      |         | UCR     |         | —       |
| Carlos José Piqué       | 4 de abril de 1994 - 10 de diciembre de 1995      |         | UCR     |         | —       |
| Ricardo González Oronó  | 10 de diciembre de 1995 - 10 de diciembre de 1999 |         | PJ      |         | FREJUFE |
| Edgardo Antonio Larraza | 10 de diciembre de 1999 - 10 de diciembre de 2003 |         | UCR     |         | Alianza |
| Edgardo Antonio Larraza | 10 de diciembre de 2003 - 10 de diciembre de 2007 |         | UCR     | —       |         |
| Edgardo Antonio Larraza | 10 de diciembre de 2007 - 10 de diciembre de 2011 |         | IMS     |         | FPV     |
| Francisco Echarren      | 10 de diciembre de 2011 - 10 de diciembre de 2015 |         | PJ      |         | FPV     |
| Francisco Echarren      | 10 de diciembre de 2015 - 13 de diciembre de 2016 |         | PJ      |         | FPV     |
| Sebastián Echarren      | 13 de diciembre de 2016 - 20 de abril de 2017     |         | PJ      |         | FPV     |
| Francisco Echarren      | 21 de abril de 2017 - 10 de diciembre de 2019     |         | PJ      |         | FPV     |
| Francisco Echarren      | 10 de diciembre de 2019 - 10 de diciembre de 2023 |         | PJ      | FdT     |         |
| Francisco Echarren      | 10 de diciembre de 2023 - En el cargo             |         | PJ      | UP      |         |

1. ↑  Renunció para asumir como diputado nacional.
2. ↑  Renunció al cargo.
3. ↑  Tomó licencia para asumir como subsecretario de Tierra y Vivienda de la provincia de Buenos Aires.
4. ↑  Retoma el cargo.

## Población
| Población | 1.655 | 2.395   | 3.326   | 4.570   | 6.798   | 6.384  | 6.134  | 6.574  | 7.025  | 7.852   | 8.205  | 9.594  |
| Variación | -     | +44,71% | +38,87% | +37,40% | +48,75% | -6,09% | -3,91% | +7,17% | +6,86% | +11,77% | +4,49% | +16,9% |

## Localidades
- Castelli
- Centro Guerrero (también llamado "Pueblo Nuevo")
- Cerro de la Gloria (también llamado "Canal 15")
- Guerrero